# Большое Клюшкино
Большое Клюшкино или Большое Клюшино — озеро в Узункольском районе Костанайской области Казахстана. Находится в 18 км к северо-востоку от села Пресногорьковка и в 2,5 км к востоку от упразднённого села Починовка.
По данным топографической съёмки 1959 года, площадь поверхности озера составляет 1,1 км². Наибольшая длина озера — 2 км, наибольшая ширина — 0,9 км. Длина береговой линии составляет 4,8 км, развитие береговой линии — 1,28. Озеро расположено на высоте 154,9 м над уровнем моря.
Водосборная площадь озера составляет 9,31 км². Озеро относится к бассейну реки Суерь.